# Bacoy
Bacoy (llamada oficialmente Santa María de Bacoy) es una parroquia española del municipio de Alfoz, en la provincia de Lugo, Galicia.

## Límites
Limita con las parroquias de Carballido (Alfoz), Valle de Oro (Foz), Budián (Valle de Oro) y Mor (Alfoz).

## Geografía
Por ella pasa el río Ouro. 

## Etimología
El origen del nombre procedería del latín (uilla) Uacconii, indicando la pertenencia a un possessor llamado Uacconius, nombre de origen latino.

## Organización territorial
La parroquia está formada por catorce entidades de población:
- Canaledo
- Castrillón (O Castrillón)
- Cima de Vila
- Costiña (A Costiña)
- Esmoriz
- Faya (A Faia)
- Gorvidal (O Gorvidal)
- Iglesia (A Igrexa)
- Leas (As Leas)
- Milicroca (A Milicroca)
- Piñeiro (O Piñeiro)
- Rolle
- San Antonio (Santo Antonio)
- Vilar (O Vilar)

## Demografía
| Gráfica de evolución demográfica de Bacoy entre 2000 y 2019 |
|                                                             |
| Datos según el nomenclátor publicado por el INE.            |

## Patrimonio
Su iglesia, Santa María de Bacoi, es un templo construido en la primera mitad del siglo XVIII que tiene planta de cruz latina, crucero con cúpula hexagonal sobre pechinas y sacristía detrás de la cabecera. En las pechinas hay pinturas con los cuatro evangelistas y en la cúpula se representa la Asunción de la Virgen, todo del siglo XIX. La fachada es de sillería granítica, con un arco adintelado sobre la puerta y espadaña de dos cuerpos. En el lado izquierdo del crucero aparece un retablo churrigueresco, de excepcional interés, considerado uno de los mejores retablos del barroco gallego, que representa en trece escenas la Pasión y Muerte de Cristo. En el banco aparece la inscripción de fundación, datada en el año 1733.

## Naturaleza
Su flora consta principalmente de eucaliptos, pinos, y en menor medida robles. Su fauna es diversa con muchas especies de aves, corzos, zorros, jabalíes, etc. 

## Festividades
La parroquia celebra sus fiestas en honor a San Antonio el 13 de junio y las fiestas en honor a Nuestra Señora el 15 de agosto.